# Loading myself
『Loading myself』（ローディング マイセルフ）は、東野純直12作目のオリジナル・アルバム。2010年12月1日発売。発売元はWhite Tree Record。

## 解説
17thシングル「泣いてる君と情けない僕の歌」、18thシングル「Light house」、19thシングル「731の朝」を含む全11曲。19thはアルバム・バージョンでの収録。

## 収録曲
全作詞・作曲・編曲：東野純直
1. Light house（4:08）[1]
2. MY DAYS（Album version）（4:14）[1]
3. 泣いてる君と情けない僕の歌（4:24）[1]
4. 数億分の1（Album version）（3:10）[1]
5. 731の朝（Album version）（4:59）[1]
6. 永遠（5:04）[1]
7. Pop style（3:58）[1]
8. Loading myself（3:52）[1]
9. calendar（6:07）[1]
10. バランス（3:50）[1]
11. 君だから（6:02）[1]